# Zandkapel

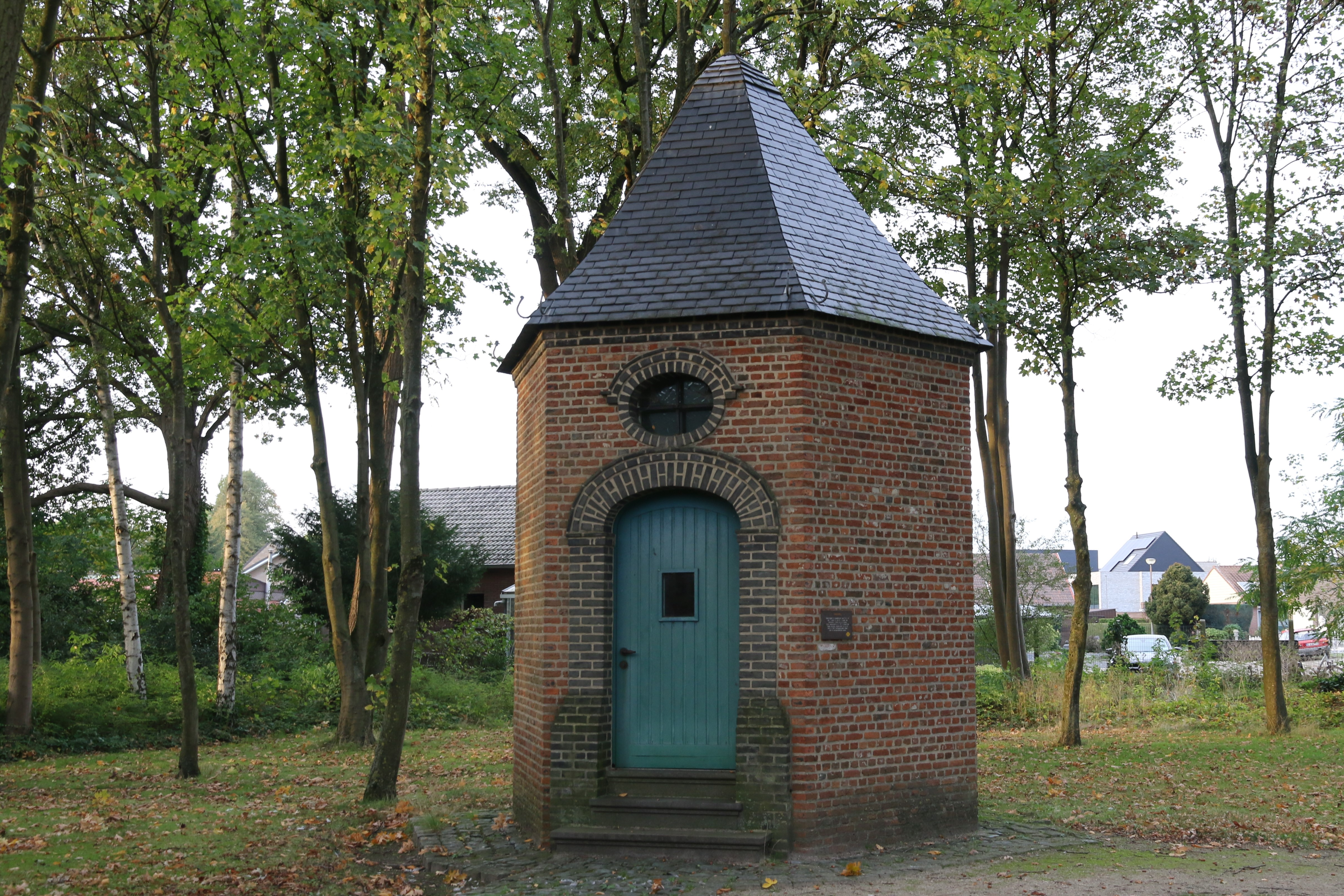
Zandkapel

De Zandkapel is een kapel in de tot de Antwerpse gemeente Westerlo behorende plaats Zoerle-Parwijs, gelegen aan de Jaak Lemmenslaan 25.

## Geschiedenis
De kapel, gewijd aan Onze-Lieve-Vrouw in 't Zand, werd in elk geval in 1707 al op een kaart ingetekend. In 1971 werd de kapel afgebroken vanwege wegaanleg. In 1981 werd hij in de oorspronkelijke vorm herbouwd in de pastorietuin.
Het is een zeshoekig bouwwerk.
Nabij de kapel bevindt zich een Lourdesgrot uit 1939.